# بان زيتي
البان الزيتي أو الشُوْع أو المورنجة أو اليُسْر أو اليَسَار أو السَيَاع أو المورينجا أو بسار (الاسم العلمي: Moringa oleifera) هو نوع نباتي يتبع جنس البان من الفصيلة البانية.
لها عدة أسماء عربية مثل اليسار، والبان والحبة الغالية والثوم البري وفجل الحصان وشجر الرواق وعصا الطبلة والمورنغا، كما تسمى أحيانًا بشجرة الروّاق، وذلك لاحتوائها بذور ثمارها على مركبات زيتية لها القدرة علي تجميع وتسريب المواد العالقة بالماء. فيصير رائقًا صالحًا للشرب. ثم ان تلك الزيوت إلى الطعام الآدمي. كما عرفت زيوتها في صناعة العطور، ومستحضرات التجميل، لقدرتها لتثبيت بعض المكونات الطيارة. والهند هي الموطن الأصلي للبان الزيتي، حيث تستخدم أزهارها وأوراقها كطعام، وفي التداوي. وهي أيضًا معروفة في السودان، حيث تستخدم في (ترويق) العسل، وفي الفلبين، حيث تستخرج من جذورها مادة دوائية. طاردة للديدان الخيطية، وقد انتشرت أشجار المورنجا في جنوب مصر وشمال السودان، وحتى في بعض مناطق الجزيرة العربية، خصوصًا في الحجاز.

## الموئل والانتشار
تنمو الشجرة في أفريقيا وأمريكا الوسطى والجنوبية وشبه القارة الهندية وجنوب شرق آسيا، وتعتبر واحدة من الأشجار المفيدة للغاية”، فهي مقاومة للجفاف، ويستخدم زيتها في الإضاءة والطهي، وفي تحسين خواص التربة كما أن لها استخدامات طبية وفوائد غذائية عالية. ويمكن استخدام بذور الشجر، بعد سحقها كمنقي للمياه وتحسين قابليته للاستهلاك البشري، غير أن التقنية التي لا تزال غير معروفة على نطاق واسع حتى في المناطق التي يكثر فيها نمو البان الزيتي وهذه التقنية لا تمثل حلا شاملا لخطر الأمراض المنقولة عن طريق المياه إلا أنها قد تخفض ولحد كبير من الوفيات الناجمة عن المياه غير المعالجة، والتي كانت تعد من أبرز مسببات الوفاة خلال القرن التاسع عشر. ويذكر أن لأشجار البان الزيتي قدرة على النمو حتى في الأراضي القاحلة وغير الخصبة كما أن احتياجاتها المائية قليلة مقارنة بالأشجار الأخرى، وتتميز بأنها شجرة سريعة النمو حتى في مواسم الجفاف.

## الوصف النباتي
أشجار هذا النوع متساقطة الأوراق سريعة النمو صغيرة إلى متوسطة الحجم ارتفاعها من 7 – 15 متر ذات ساق قائمة منتشرة القمة يصل قطرها إلى حوالي نصف المتر.

### الأوراق
الأوراق ريشية في زوجين أو ثلاثة، والوريقة الطرفية أكثر طولا وهي بيضية مقلوبة خضراء باهتة والزوج السفلي من الوريقات قد تكون ثلاثية.

### الأزهار
تبدأ الأشجار بالإزهار في أيار/مايو على هيئة نورات دالية وقبل خروج الأوراق. لون الأزهار قشدي وهي ذات رائحة زكية. تتكون الزهرة من خمس بتلات متحدة.

### الثمار
الثورة عبارة عن قرون مثلثة الشكل في مقطعها العرضي، والقرون تتباين في الطول بين 15 – 120 سم حسب النوع والموقع وبناء على الاختلاف قسمت القرون وفق أطوالها إلى ثلاث فئات هي:
- قرون قصيرة طولها 15 – 25 سم. وتوجد أنواعها في المكسيك.
- قرون متوسطة طولها 25 – 40 سم. توجد في السودان وكينيا.
- قرون طويلة طولها 50 – 90 سم أو أكثر. وتوجد في الهند وغواتيمالا.

## الزراعة
تنجح زراعة أشجار البان الزيتي في الأراضي الرملية والطينية، وهي تحتاج إلى نظام صرف جيد. من هنا جاء انتشارها الواسع على ضفاف الأنهار، والمجاري المائية، وفي الحدائق المنزلية، وحول الحقول، وتتميز بمقاومتها الشديدة للجفاف.
تتكاثر أشجار البان الزيتي بطريقتين، خضريًا أو بالبذور. فأما الزراعة الخضرية، فتتم باستخدام عُقل، يزيد طولها على المتر. أما في زراعة البذور، يتم الإنبات في أماكن ظليلة، حيث غالبًا ما توضع البذور في أكياس مثقبة، وتغرس في التربة، علي عمق 7 سم. وعندما يصل عمر الشتلات إلى ثلاثة شهور، يمكن تداولها ونقلها إلى موقعها الدائم. يبدأ إنتاج  الثمار بعد ستة شهور من الزراعة.[بحاجة لمصدر]

## البيئة والعناية

### المناخ المناسب
لا تتحمل أشجار البان الزيتي البرد والجليد الذي يؤدي إلي موتها حتى مستوي سطح الأرض وهي المنطقة التي يبدأ منها خروج الخلفات الجديدة ثانية بعد زوال المؤثر السيئ وتزهر وتثمر بغزارة وبصفة متواصلة في مواقع الانتشار في الأقاليم الاستوائية وشبة الاستوائية.

### التربة المناسبة
تفضل أشجار البان الزيتي الأراضي جيدة الصرف ولديها القدرة علي تحمل الجفاف لدرجة عالية وعموما تنجح في الأراضي الطميية تحت معدل الأمطار الذي يتراوح بين 300-400 ملليمتر، أفضل نمو للأشجار بالأراضي الرملية الجافة نظرا لأنها مقاومة للجفاف.

### الإكثار
يمكن إكثارها جنسيا بالبذور أو خضريا بالعقل.

### الإكثار بالبذور
تزرع في التربة على عمق 2 سم على أن تظل الأراضي رطبة بعد الزراعة، حيث تظهر النباتات بعد 3 - 4 أيام في الأراضي الخصبة، وبعد 2 - 3 أسابيع في الأراضي الرملية الجافة. وتنمو الشتلات بسرعة لتصل إلى 3 - 5 أمتار في الطول في موسم النمو. وعادة تزال القمة النامية على ارتفاع 1-1,5 متر من سطح التربة لتشجيع التفرع الجانبي على مستوى منخفض من الساق عند إنتاج سور من النباتات الحية، خاصة إذا كانت الزراعة كثيفة.

### خضريا بالعقل
حيث يتم أخذ عقل بطول 1 - 2 م من الأفرع في الفترة من شهر حزيران/يونيو إلى شهر آب/أغسطس، وتزرع في التربة على عمق 2 /1 : 3 / 1 طول العقلة لضمان التجذير، والعقل التي يتم تجديرها في شهر حزيران/يونيو تعطى محصولها في شهر أبريل التالي، ويعاب على الأشجار الناتجة من العقل قصر جذورها وعدم اكتمال نموها، لذلك تصاب بكثرة بالجفاف - مقارنة بالأشجار الناتجة من البذور وتتم زراعة شتلات البان الزيتي عند عمر 3 شهور، وعندما يصل طولها إلى 40 سم في الأرض المستديمة يشق خط بالمحراث توضع الشتلات في بطنه على أبعاد 2*2 م، أو تزرع الشتلات في جور 0,5*0,5*0,5 م، ثم تروى الأرض بعد الزراعة كل 15 يوما، بمعدل 800 م3 مياه / شهر / فدان.
وتختلف مسافات الزراعة في الأرض المستديمة حسب الهدف من الزراعة أشجار عمل سور حول المنزل أو على طول المشايات للإنتاج التجاري على هيئة أسوار، تزرع على بعد 1,5 - 2,5 م بين الصفوف، وعلى بعد 25 – 50 سم بين الأشجار في الخط الواحد للوقاية من تأكل التربة (زراعة كثيفة) في صفوف متناثرة في حديقة المنزل متبادلة مع بعضها، تبعد فيها الأشجار عن بعضها ما بين 3 – 6 لتوفير الظل.
للمحاصيل الأخرى (على هيئة مندمجات) خاصة أنها لا تصاب بأمراض أو آفات كحواجز للمراعي والأراضي الزراعية، وبطول الطرق الزراعية على أن تدعم بالسلك.

### تسميد البان الزيتي
يؤدي التسميد العضوي لزيادة المحصول خاصة إذا تم التسميد بروث البقر لاحتوائه على العناصر الصغرى والكبرى، كما أنه يساعد على الإزهار المبكر والإثمار الغزير، وتحتاج الجودة إلى 10 كغم سماد بلدي + 100 غم يوريا، ثم تكرر في العام التالي.

### تقليم البان الزيتي
يتم تقليم الأفرع المزهرة القديمة لتنشيط وتحفيز إنتاج أفرع جديدة تعطى مزيدا من الأوراق. ويكون حصاد البان الزيتي لمختلف أجزاء النبات حسب الغرض المطلوب

### المحصول
بعد 6 - 8 شهور من الزراعة في الأرض المستديمة تثمر الأشجار، لكنها تبدأ في حمل محصول منتظم بعد العام الثاني، وتظل تثمر لعدة أعوام. وللحصول على محصول كبير يشترط العناية بالتسميد والري، وتعطى الشجرة ما بين 400 - 600 قرن، يتراوح عدد البذور بها ما بين 20 - 25 بذور، ويحتاج جفاف البذور إلى 6 أسابيع أخرى بعد تكون القرون ونضجها.

## معرض صور

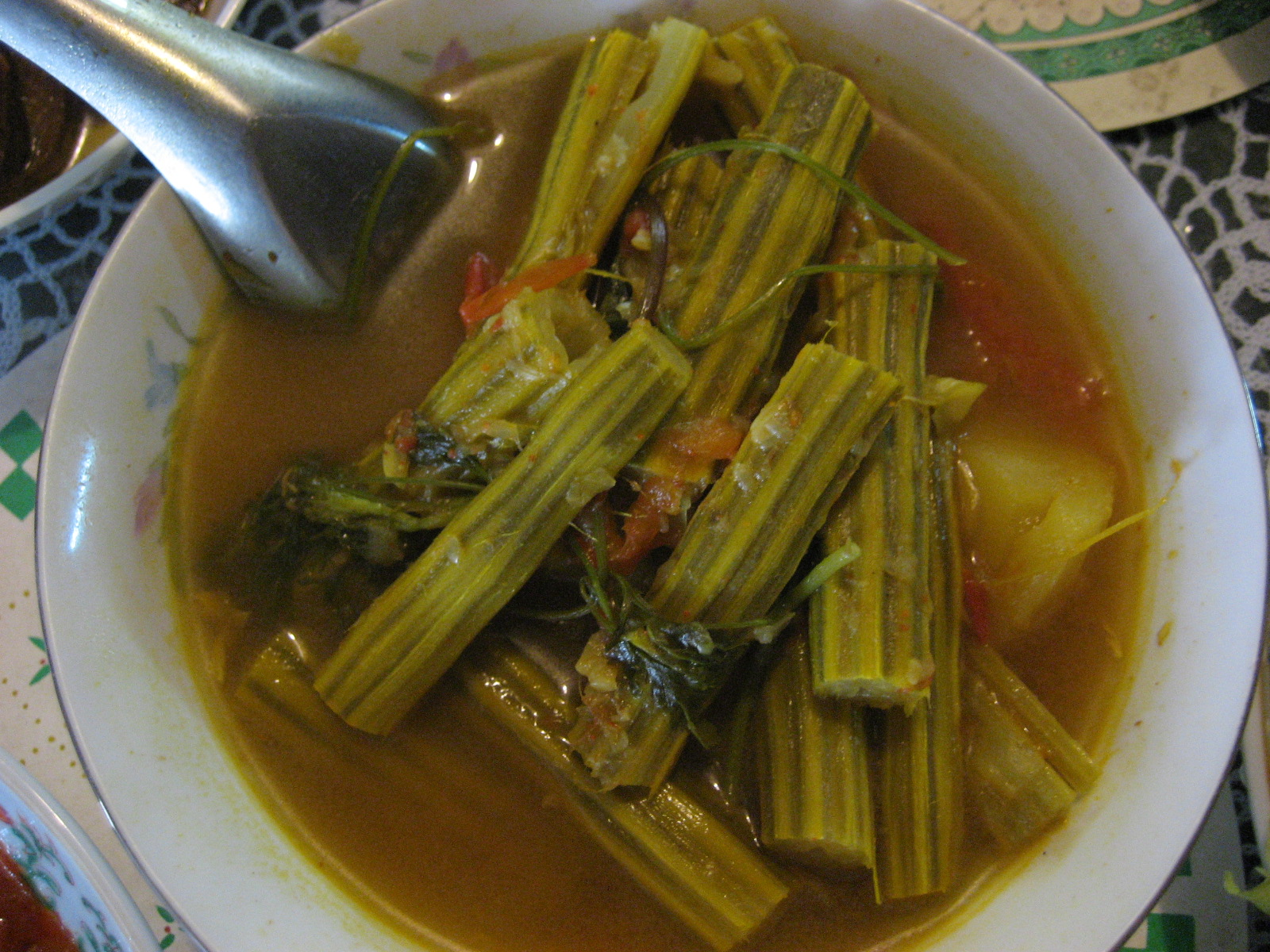
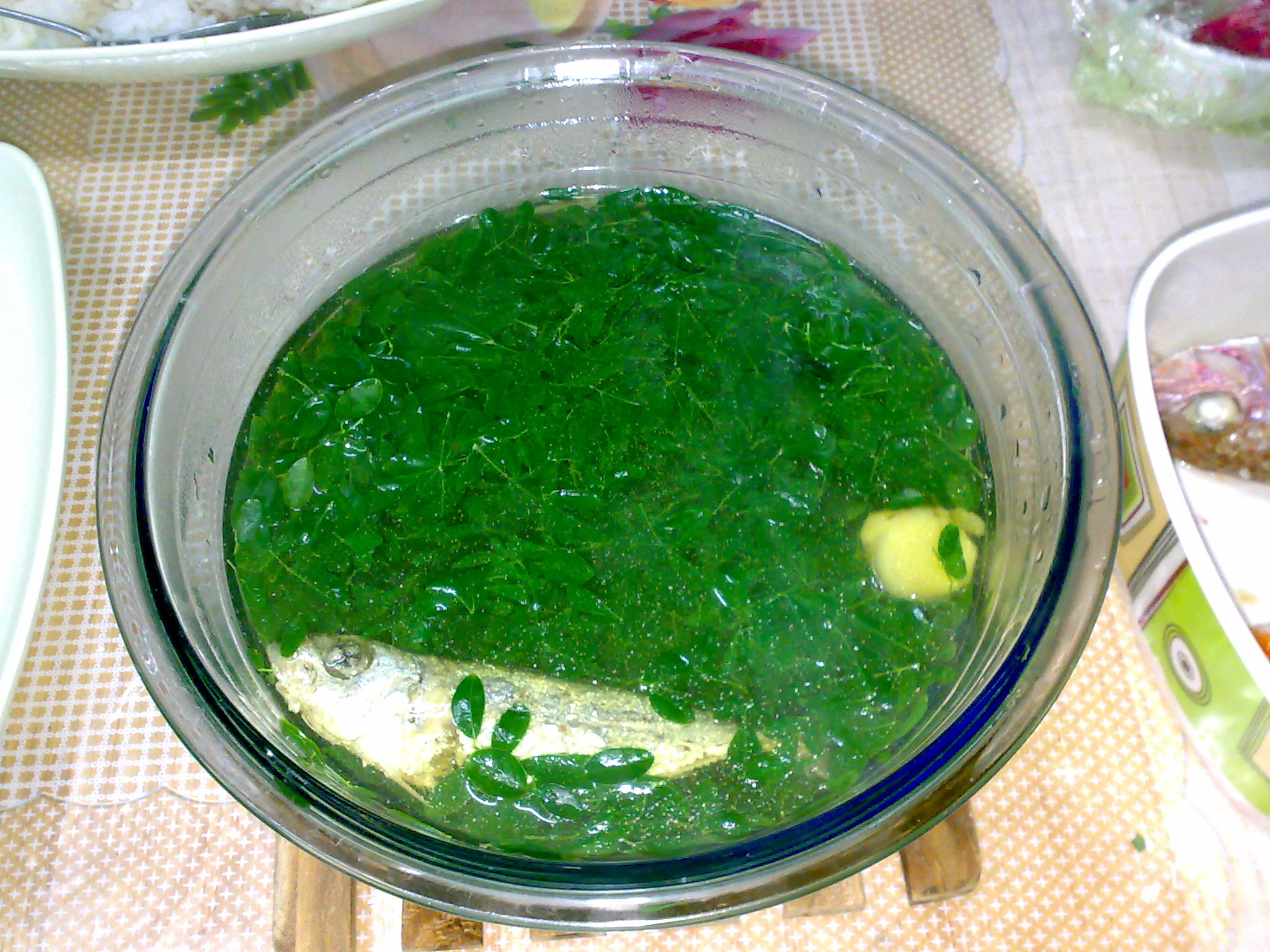
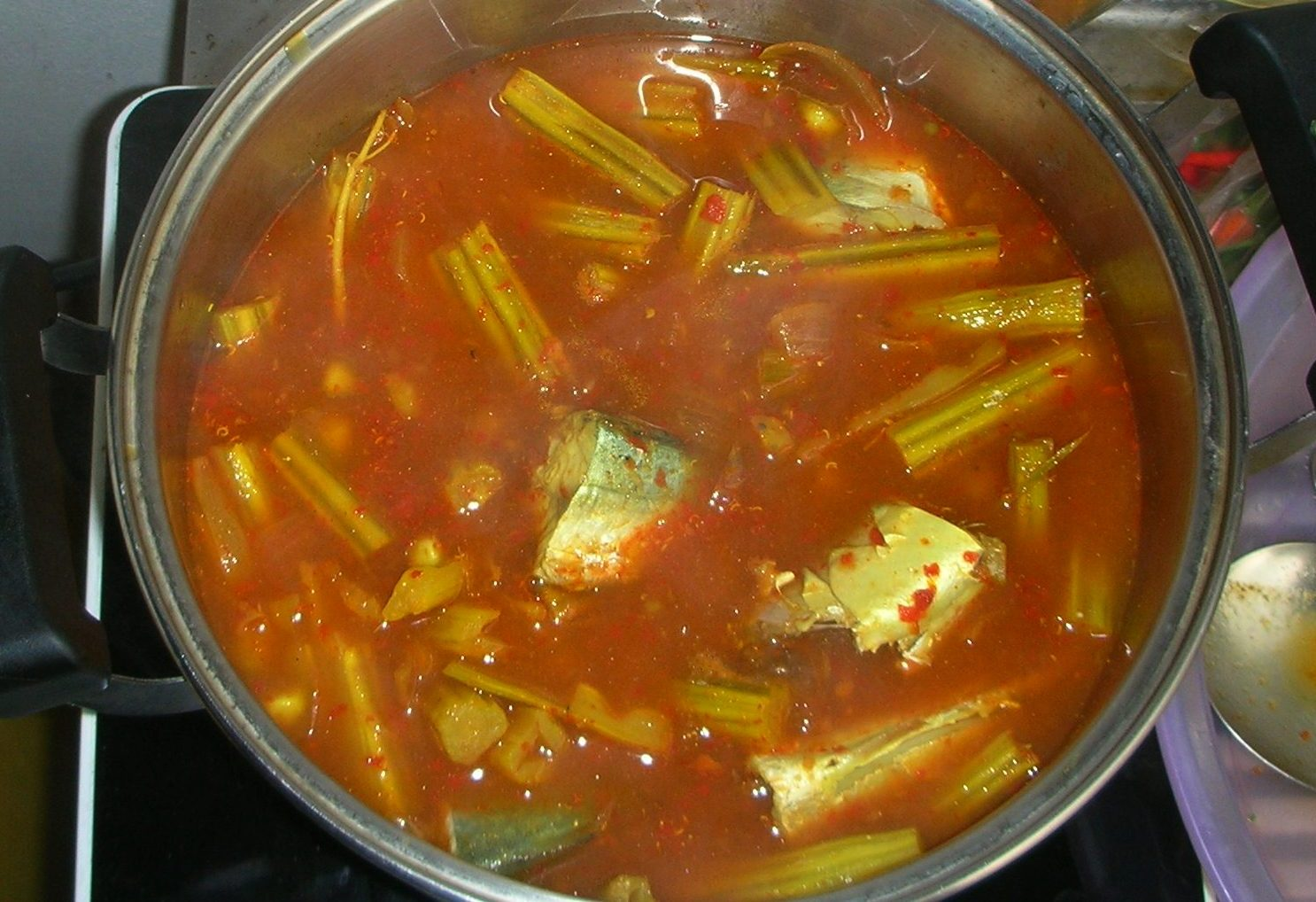
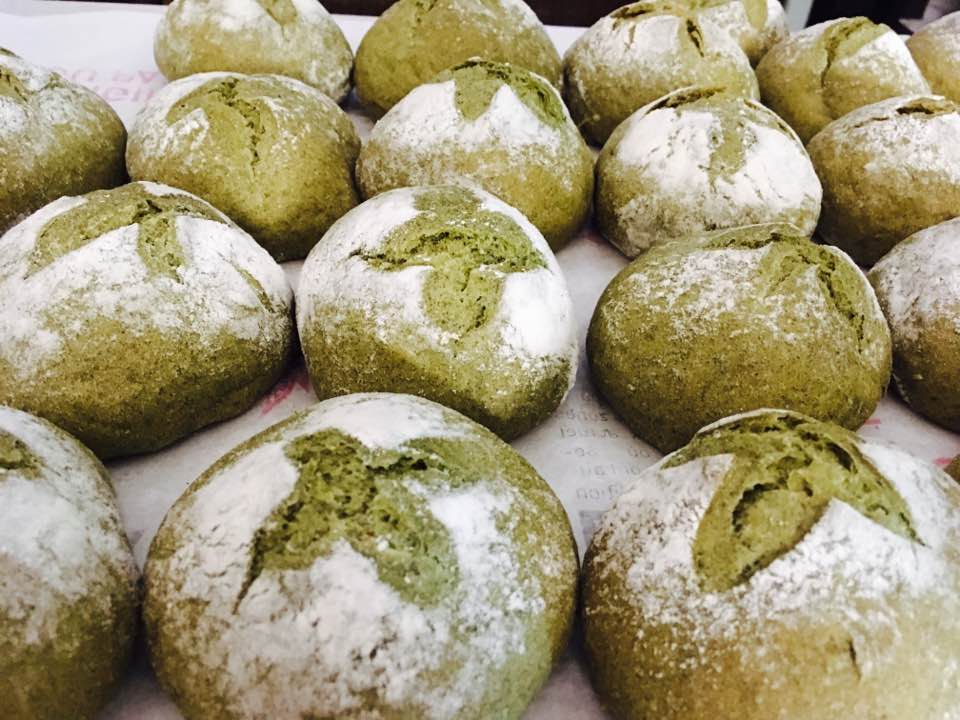